# Cshö Jongszu
Cshö Jongszu (hangul: 최용수, handzsa: 崔龍洙, RR: Choi Yong-soo; Puszan, 1973. szeptember 10. –) dél-koreai válogatott labdarúgó, edző.

## Pályafutása

### Klubcsapatban
1994 és 2000 között az Anyang LG Cheetahs csapatában játszott. 1997 és 1998 között katonai szolgálatát töltötte és ekkor a Szangmu katonacsapat játékosa volt. 2001 és 2005 között Japánban játszott. 2001 és 2004 között a JEF United Csiba, 2004-ben a Kiotó Szanga, 2005-ben pedig a Júbilo Ivata együttesében szerepelt. és 2008 között az FC Szöul együttesében szerepelt. 2006-ban az FC Szöulban fejezte be a pályafutását.

### A válogatottban
1995 és 2003 között 69 alkalommal játszott a dél-koreai válogatottban és 27 gólt szerzett. Tagja volt az 1996. évi nyári olimpiai játékokon szereplő válogatott keretének és részt vett az 1998-as és a 2002-es világbajnokságon, a 2001-es konföderációs kupán és a 2002-es CONCACAF-aranykupán.

### Edzőként
2012 és 2016 között az FC Szöul vezetőedzője volt, 2016 és 2017 között a kínai Csiangszu Szuning együttesénél dolgozott, 2018 és 2020 között ismét az FC Szöul kispadján ült.  

## Sikerei, díjai

### Játékosként
FC Szöul
- Dél-koreai bajnok (1): 2000

Dél-Korea U20
- U19-es Ázsia-bajnokság (1): 1992

Dél-Korea
- Kelet-ázsiai labdarúgó-bajnokság (1): 2003

### Edzőként
FC Szöul
- Dél-koreai bajnok (1): 2012
- AFC-bajnokok ligája döntős (1): 2013

Csiangszu Szuning
- Kínai kupa döntős (1): 2016